# 菱田正和
菱田 正和（ひしだ まさかず、1972年10月21日 - ）は、日本の男性アニメ監督・演出家、脚本家、作詞家。宮城県仙台市出身。日本アニメーター・演出協会会員。別名義に青葉 譲（あおば じょう）、日歩 冠星（ひっぽ かんぽす）、五城 桜（ごじょう さくら）など。

## 来歴
大学（経済学部）4年時のゴールデンウィーク頃にメーカー系に就職が内定し卒業まで時間ができた菱田は「何のために上京してきたのか、地元で就職でもよかったのではないか?」と考え込んでいた10月、サンライズ（後のバンダイナムコフィルムワークス）の募集要項を見て「車の運転が主業務ではないはずなのに車の運転試験がある」と興味を持ち、「為替の変動に影響されるメーカー系よりもアニメ業界のほうが将来性がある」と考え、採用試験を受け入社する。
アニメ業界に詳しくない（絵コンテも業界に入って始めて見た）状態で入社して「厚生年金も社会保険も退職金もない、退職しないと演出や監督にもなれない」と知り慌てた菱田は、配属先の『超魔神英雄伝ワタル』制作現場で監督の井内秀治や、後に師匠と呼ぶこととなる演出家の近藤信宏の元で絵コンテ・演出について学ぶ。書きためた絵コンテを富野由悠季に見せたところ『∀ガンダム』の現場に演出助手として呼ばれ、自身が書いた絵コンテを富野から添削を受け学んだ。
数々の少年向けアニメで絵コンテや演出を担当、2001年にフリーランスとなり、2004年には『陰陽大戦記』の監督に抜擢された。2008年にはしぎのあきらの後任として『ヤッターマン（第2作）』の監督を担当した。2009年には『劇場版 ヤッターマン 新ヤッターメカ大集合! オモチャの国で大決戦だコロン!』で映画監督デビューを果たした。
演出面では主にコミカルな演出を得意とする。
2011年以降は『プリティーリズム』シリーズを中心としたアイドルアニメの監督や脚本を多数手がけている。
アニメ監督・演出家の京極尚彦は弟子。

## 参加作品
特に注記がない場合は菱田正和名義。

### テレビアニメ
1997年
- 超魔神英雄伝ワタル（1997年 - 1998年、制作進行）

1999年
- ∀ガンダム（1999年 - 2000年、絵コンテ・演出助手）
- アークザラッド（絵コンテ） - 日下吾郎名義

2000年
- ラブひな（演出）
- 犬夜叉（2000年 - 2001年、絵コンテ・演出）

2001年
- 探偵少年カゲマン（絵コンテ・演出）
- 星界の戦旗II（演出）
- 激闘!クラッシュギアTURBO（2001年 - 2003年、絵コンテ・演出・OP演出）

2003年
- 出撃!マシンロボレスキュー（2003年 - 2004年、絵コンテ・演出）
- クラッシュギアNitro（2003年 - 2004年、絵コンテ・演出・OP演出）
- 天使のしっぽChu!（絵コンテ・演出）

2004年
- パンダーゼット（絵コンテ・演出）
- 陰陽大戦記（2004年 - 2005年、監督・脚本・絵コンテ・演出・OP演出）

2006年
- ケロロ軍曹（2006年 - 2010年、絵コンテ・演出） - 204話演出は凛々雅由紀、335話演出は青葉譲名義
- ゼーガペイン（絵コンテ・演出） - 凛々雅由紀名義
- 交響詩篇エウレカセブン（絵コンテ）
- 結界師（2006年 - 2008年、絵コンテ・演出） - 絵コンテは凛々雅由紀名義
- 桜蘭高校ホスト部（絵コンテ）
- イノセント・ヴィーナス（絵コンテ・演出）

2007年
- 古代王者 恐竜キング Dキッズ・アドベンチャー（2007年 - 2008年、演出チーフ・絵コンテ・演出・OP演出）

2008年
- 古代王者 恐竜キング Dキッズ・アドベンチャー 翼竜伝説（演出チーフ・絵コンテ・演出・OP演出）
- ヤッターマン（第2作）（2008年 - 2009年、監督・脚本・絵コンテ・演出・OP絵コンテ・ED絵コンテ・ED演出） - しぎのあきらの後任で18話以降の監督を担当
- 夏目友人帳（絵コンテ）
- バトルスピリッツ 少年突破バシン（絵コンテ）

2011年
- みつどもえ 増量中!（絵コンテ・演出） - 青葉譲名義
- プリティーリズム・オーロラドリーム（2011年 - 2012年、監督・絵コンテ・演出） - 絵コンテ・演出は青葉譲名義

2012年
- プリティーリズム・ディアマイフューチャー（2012年 - 2013年、監督・絵コンテ・演出・OP絵コンテ） - 監督は菱田マサカズ、絵コンテ・演出・OP絵コンテは青葉譲名義

2013年
- プリティーリズム・レインボーライブ（2013年 - 2014年、監督・脚本・絵コンテ・演出・ED絵コンテ） - 脚本・演出・ED絵コンテは青葉譲、絵コンテは青葉譲・日歩冠星名義

2014年
- プリティーリズム・オールスターセレクション（監督・絵コンテ） - 絵コンテは日歩冠星名義
- ラブライブ!（第2期、絵コンテ）
- プリパラ（2014年 - 2017年、プリパラライブ演出・絵コンテ・演出）
- 最強銀河 究極ゼロ 〜バトルスピリッツ〜（絵コンテ・演出）
- デンキ街の本屋さん（絵コンテ）
- ガンダム Gのレコンギスタ（絵コンテ・演出）

2015年
- ガンダムビルドファイターズトライ（演出）
- バトルスピリッツ 烈火魂（絵コンテ）

2016年
- リルリルフェアリル〜妖精のドア〜（2016年 - 2017年、監督・絵コンテ・演出） - 五城桜名義

2017年
- アイドルタイムプリパラ（プリパラライブ演出）
- リルリルフェアリル〜魔法の鏡〜（2017年 - 2018年、監督・OP絵コンテ） - 五城桜名義

2018年
- クラシカロイド（絵コンテ）
- HUGっと!プリキュア（絵コンテ）

2019年
- KING OF PRISM -Shiny Seven Stars-（監督・シリーズ構成・脚本・絵コンテ・演出） - シリーズ構成・脚本は青葉譲、絵コンテは日歩冠星・五城桜、演出は菱田マサカズ名義
- あんさんぶるスターズ!（監督・絵コンテ・OP絵コンテ・OP演出） - 絵コンテ・OP絵コンテ・OP演出は櫓下純白名義

2020年
- キラッとプリ☆チャン（プリ☆チャンライブ演出）

2021年
- Fairy蘭丸〜あなたの心お助けします〜（監督・シリーズ構成・脚本・絵コンテ） - シリーズ構成・脚本は青葉譲、絵コンテは五城桜名義
- 半妖の夜叉姫 弐の章（監督・絵コンテ・演出）

2022年
- ラブライブ!スーパースター!!（絵コンテ）

2023年
- 幻日のヨハネ -SUNSHINE in the MIRROR-（ダンスパート絵コンテ・演出）

2024年
- 即死チートが最強すぎて、異世界のやつらがまるで相手にならないんですが。（監督・シリーズ構成・脚本・絵コンテ・演出・OP絵コンテ・OP演出） - シリーズ構成・脚本は青葉譲名義
- ひみつのアイプリ（BANKシーン絵コンテ）
- 喧嘩独学（監督・絵コンテ・演出）

2025年
- カッコウの許嫁 Season2（監督・シリーズ構成・脚本・絵コンテ・演出・Live Part 絵コンテ） - シリーズ構成・脚本は青葉譲名義

### 劇場アニメ
2009年
- 劇場版ヤッターマン 新ヤッターメカ大集合! オモチャの国で大決戦だコロン!（監督・脚本・絵コンテ・演出）

2010年
- 昆虫物語 みつばちハッチ〜勇気のメロディ〜（演出）

2011年
- 機動戦士ガンダムUC episode4 重力の井戸の底で（演出）

2014年
- 劇場版 プリティーリズム・オールスターセレクション プリズムショー☆ベストテン（総監督・絵コンテ） - 絵コンテは青葉譲・日歩冠星名義

2015年
- 劇場版 プリパラ み〜んなあつまれ!プリズム☆ツアーズ（監督・プリパラライブ演出・脚本・絵コンテ・演出） - 脚本は青葉譲、絵コンテは日歩冠星、演出は菱田マサカズ名義

2016年
- KING OF PRISM by PrettyRhythm（監督・脚本・構成・絵コンテ・演出） - 脚本・構成は青葉譲、絵コンテは日歩冠星、演出は菱田マサカズ名義
- 映画プリパラ み〜んなのあこがれ♪レッツゴー☆プリパリ（プリパラライブ演出）

2017年
- 劇場版プリパラ み〜んなでかがやけ！キラリン☆スターライブ！（プリパラライブ演出）
- KING OF PRISM -PRIDE the HERO-（監督・脚本・構成・絵コンテ・演出） - 脚本・構成は青葉譲、絵コンテは日歩冠星、演出は菱田マサカズ名義

2022年
- あんさんぶるスターズ!!-Road to Show!!-（監督）

2024年
- KING OF PRISM -Dramatic PRISM.1-（総監督・脚本・絵コンテ・演出） - 脚本は青葉譲、絵コンテは日歩冠星、演出は菱田マサカズ名義

2025年
- KING OF PRISM-Your Endless Call-み〜んなきらめけ!プリズム☆ツアーズ（総監督・脚本） - 脚本は青葉譲名義

### Webアニメ
2024年
- アイドルランドプリパラ（プリパラライブ演出）

### OVA
2004年
- 新ゲッターロボ（絵コンテ・演出）

### ゲーム
- プリパラ（2014年-、絵コンテ）[11][12]
- キラッとプリ☆チャン（2018年-2022年、絵コンテ）[12][13][14]
- ドラゴンクエスト ダイの大冒険 クロスブレイド（2020年、絵コンテ）
- ワッチャプリマジ!（2021年-、絵コンテ）[12][15]

### 舞台
- KING OF PRISM -Over the Sunshine!-（2017年、脚本・作詞） - 青葉譲名義
- KING OF PRISM -Shiny Rose Stars-（2020年、脚本・作詞） - 青葉譲名義

### 作詞
すべて青葉譲名義
- KING OF PRISM -Over the Sunshine!-
  - ハッピーな寮生活 - 歌：一条シン（橋本祥平、香賀美タイガ（長江崚行）、十王院カケル（村上喜紀）、鷹梁ミナト（五十嵐雅）、涼野ユウ（廣野凌大）
  - エーデルローズのお風呂 - 歌：エーデルローズ生[注 2]
  - Glorious Schwartz - 歌：如月ルヰ（内藤大希）、大和アレクサンダー（spi）、高田馬場ジョージ（古谷大和）
- KING OF PRISM -Shiny Rose Stars-
  - Viva EdelRose Spa! - 歌：一条シン（橋本祥平）、太刀花ユキノジョウ（横井翔二郎）、香賀美タイガ（長江崚行）、十王院カケル（村上喜紀）、鷹梁ミナト（五十嵐雅）、西園寺レオ（星元裕月）、涼野ユウ（廣野凌大）
- Fairy蘭丸〜あなたの心お助けします〜
  - 愛らんらんらん - hotaruと共同で作詞。歌：阿以蘭丸（坂田将吾）
- KING OF PRISM -Dramatic PRISM.1-
  - ゆりかごから墓場まで 〜From cradle to grave〜 - 歌：法月仁（三木眞一郎） with 十王院グループ社員有志

### その他
- あんさんぶるスターズ！！ 5th Anniversary ANIMATION PV（2021年、監督）